# 수잔 톨스키

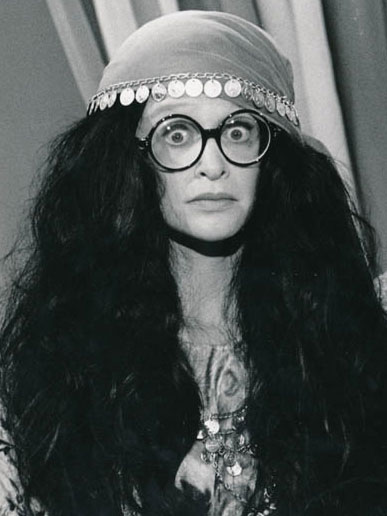

수잔 톨스키(Susan Tolsky, 1943년 4월 6일 ~ )는 미국의 배우, 텔레비전 배우, 성우, 영화배우이다.
휴스턴에서 태어났다.

## 영화
- 더 롱샷 (1986년)
- 드라큐라 도시로 가다 (1979년)
- 찰리와 천사 (1973년)